# Il raccoglitore di anime
Il raccoglitore di anime è il romanzo d'esordio dello scrittore scozzese Alan Campbell. Si tratta di un'opera che mischia atmosfere oscure tipicamente dark fantasy, creature e ambientazioni new weird e una tecnologia d'ispirazione steampunk.
Alcuni elementi del romanzo sono ispirati alla Divina Commedia.

## Trama
In mezzo alle Sabbiemorte sorge Deepgate, un'immensa città sospesa su un profondo abisso grazie a un sistema di catene, cavi e reti. I suoi abitanti credono che nelle tenebre sottostanti viva il dio Ulcis, sconfitto ed esiliato dalla madre Ayen, dea della luce e protettrice degli Heshette, la popolazione nomade nemica di Deepgate. È per questo che i morti della città vengono gettati nell'abisso, dove Ulcis sta formando un esercito di anime per spodestare Ayen e riconquistare il paradiso per sé e per i suoi fedeli. Al centro di Deepgate si erge l'enorme complesso del Tempio, un labirinto di torri e sotterranei da dove i sacerdoti della chiesa di Ulcis governano la città. E, in una cella alla sommità di una delle guglie, vive anche il giovane Dill, l'ultimo degli arconti, una stirpe di angeli guerrieri a cui Ulcis avrebbe assegnato la difesa della città e dei suoi fedeli. Ma Dill è soltanto un ragazzo di sedici anni, che ha trascorso una vita da recluso e al quale non è mai stato permesso di addestrarsi. Eppure toccherà proprio a lui affrontare il più grande nemico di Deepgate, un nemico invisibile ma onnipresente nelle menti e nei cuori degli abitanti della città: un nemico che si nasconde nelle profondità dell'abisso.

## Personaggi principali
- Dill
- Rachel Hael
- Carnival
- Devon
- Mr. Nettle
- Sypes
- Fogwill

## Edizioni
- Alan Campbell, Il raccoglitore di anime, Editrice Nord, 2007,  p. 494, ISBN 9788842914716.

- Alan Campbell, Il raccoglitore di anime, TEA, 2009,  p. 494, ISBN 9788850219346.